# Accountability

Accountability

Accountability (Zuständigkeit) ist ein Analysemuster in der Softwareentwicklung. Das Accountability-Muster bildet die Zuständigkeiten von verschiedenen Personen, Organisationseinheiten, Rollen usw. in einer Organisation ab, wobei zeitliche oder andere Einschränkungen berücksichtigt werden.
Das Accountability-Muster sollte mit dem Party-Analysemuster kombiniert werden, um eine große Bandbreite an möglichen Parteien abbilden zu können. Accountability kann zudem mit Organization Structure oder Organization Hierarchy erweitert bzw. kombiniert werden, um die Zuständigkeiten der jeweiligen Organisationseinheiten in einem Unternehmen abbilden zu können.